# Мокеле-Мбембе
Мокеле-Мбембе (енгл. Mokèlé-mbèmbé) је наводно криптид из језера Теле у Републици Конго, које се појављује у митологији афрички племена. Ово створење је по изгледу слично криптидима Амалију и Нсанги.

## Поријекло и значење назива
Име овог бића долази из Лингала језика што у преводу значи "онај који зауставља ток ријеке".

## Опис криптида
Описује се као велики гмизавац налик на диносауруса из групе Сауропода. Ово биће је водоземни биљојед који настањује мочварна подручја.

## Хронологија сусрета са овим бићем и виђења
Бројне експедиције су спроведене у Африци у потрази за Мокеле-Мбембеом. Иако се у неколико експедиција навело да су истрживачи имали блиске сусрете са овим бићем, нико није био у стању да обезбеди необориве доказе да ово створење постоји.
- 1776. године Мокеле-Мбембе се први пут спомиње у записима, по свом имену, од стране француског мисионара Абе Лијевен Бонавентир у књизи "Историја Лоанга, Каконга и других краљевстава Африке" ("History of Loango, Kakonga, and Other Kingdoms in Africa"). Он je написао да је видео огромне трагове стопала од непознатог, веома великог бића[4] за којег су локални домороци тврдили да се ради о Мокеле-Мбембеу;
- 1909. године Паул Граз је изјавио како је видео створење које је описао као диносаура из групе Сауропода. Те године је и Џо Менгес рекао да је видео створање слично бронтосаурусу[5]. Такође је исте године Мокеле-Мбембе се спомиње у аутобиографској књизи "Звјери и људи" ("Beasts and Men"), славног ловца на велику дивљач Карла Хагенбека. Он наводи да је чуо звукове необичног бића за ког се наводи да се описује као "полу слон - полу змај";
- Из 1913. године још један извештај долази из списа немачког капетана Лудвига Фрајхера вон Штајна зу Лаусника. Он је чуо приче о огромном рептилу за ког се тврди да живи у џунгли, и у свом званичном извештају је укључио опис ове звјери;
- Задње виђење се десило 2012. године[6].